# Carl F. W. Borgward

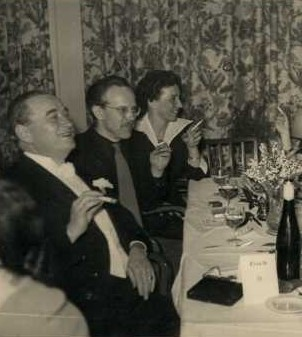
Carl F.W. Borgward (l) und Hubert M. Meingast, 1950

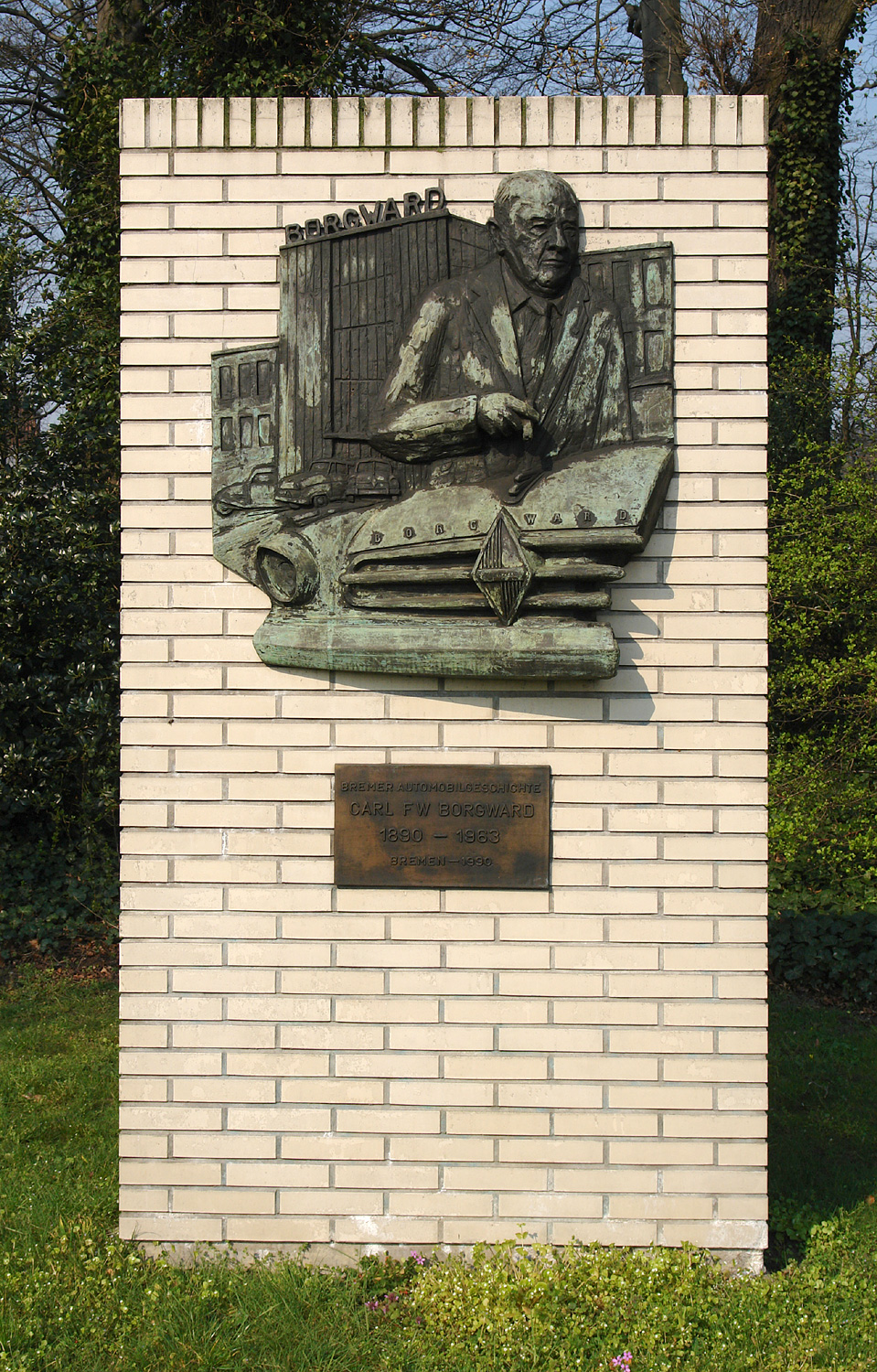
Denkmal für Carl F. W. Borgward an der Mercedesstraße in Bremen-Sebaldsbrück

Carl Friedrich Wilhelm Borgward (* 10. November 1890 in Altona/Elbe; † 28. Juli 1963 in Bremen) war ein deutscher Ingenieur und Unternehmer. Der von Carl F. W. Borgward geschaffene Automobilkonzern war in den 1950er Jahren größter Arbeitgeber Bremens. Das Unternehmen mit den Marken Borgward, Hansa, Goliath und Lloyd ging 1961 in die Insolvenz.

## Biografie

### Ausbildung und Beruf
Der Sohn eines Kohlenhändlers stammte aus einfachen Verhältnissen und hatte zwölf Geschwister. Nach seiner Lehre als Schlosser studierte er Maschinenbau am Technikum in Hamburg. Im Anschluss bekam er bei Louis Eilers Stahlbau in Hannover eine Anstellung und hörte Vorlesungen an der Königlich-technischen Hochschule der Stadt. 1914 wurde er Soldat, musste aber wegen einer Verwundung nur kurze Zeit dienen.

### Erste Firmenbeteiligung 1919
1919 trat er als Teilhaber in die Firma Bremer Reifenindustrie GmbH ein. Miteigentümer Ernst Baerold schied 1921 aus, und das Unternehmen mit 60 Mitarbeitern hieß nun Bremer Kühlerfabrik Borgward & Co. Firmensitz war die Steinstraße 28 in Bremen-Neustadt. 1924 entwickelte Borgward das Lieferdreirad Blitzkarren, das für 980 Reichsmark angeboten wurde; es wurde ein großer Erfolg, ebenso ab 1925 das Nachfolgemodell Goliath Rapid und dessen größere Ausführung Goliath Standard, die bis 1933 im Programm blieben. Nachdem der Bremer Kaufmann Wilhelm Tecklenborg (1882–1948) als Teilhaber in Borgwards Unternehmen eintrat, wurde es Mitte der 1920er Jahre in Fahrzeugwerke Borgward & Co. G.m.b.H. umbenannt und in Bremen-Neustadt ein neues Gebäude in der Industriestraße bezogen. Ende der 1920er Jahre war jedes vierte Nutzfahrzeug im Deutschen Reich ein Goliath-Kleinlieferwagen. 1928 kauften Borgward und Tecklenborg die in finanziellen Schwierigkeiten stehende Bremer Karosseriefabrik vorm. Louis Gärtner AG in der Föhrenstraße in Bremen-Hastedt und verlegten ihr in Goliath-Werke Borgward & Co. G.m.b.H. umbenanntes Unternehmen dorthin.
Zwischen 1929 und 1931 erwarben Borgward und Tecklenborg die Aktienmehrheit an der Hansa-Lloyd-Werke A.G., die sich gegenüber ihrer kleinen Fabrik in Bremen-Hastedt befanden. Nach der völligen Übernahme der Hansa-Lloyd A.G. entstand zusammen mit der Goliath-Werke G.m.b.H. die Hansa-Lloyd- und Goliath-Werke Borgward & Tecklenborg oHG. Diese brachten 1931 den dreirädrigen Kleinwagen Goliath Pionier auf den Markt. Es folgten weitere Fahrzeuge der Mittel- und Oberklasse (Hansa 1100, 1700, 2300).

### Alleinunternehmer ab 1937
Borgward wollte weiter expandieren und kaufte 1936 ein 223.000 m² großes Grundstück in Bremen-Sebaldsbrück, auf dem mehrere Hallen von zusammen über 7600 m² errichtet werden sollten. Die Banken äußerten Bedenken zur Finanzierung, und Kaufmann Tecklenborg als persönlich haftender OHG-Gesellschafter fürchtete um sein Vermögen. Vor diesem Hintergrund wurde die Gesellschaft unter zusätzlicher Beteiligung der Bremer Kaufleute Alfred Nehring (Borgwards Schwager), Konsul Ernst Heinemann (Borgwards Nachbar) und Dietrich Graue im selben Jahr in eine Aktiengesellschaft umgewandelt, die Hansa-Lloyd-Goliath Werke AG. Borgward wollte die alleinige Führerschaft über das Unternehmen und löste daher bereits 1937 die AG wieder auf. Er trennte sich von seinen Teilhabern, und Tecklenborg schied mit einer Abfindung von 4 Millionen Reichsmark aus dem Unternehmen.
Borgward beantragte am 26. Juli 1937 die Aufnahme in die NSDAP und wurde rückwirkend zum 1. Mai desselben Jahres aufgenommen (Mitgliedsnummer 5.135.210). Er wurde 1938 als Inhaber einer bedeutenden Fahrzeugbaufirma gleichzeitig zum Wehrwirtschaftsführer ernannt. Die Hansa-Lloyd-Goliath Werke Carl F. W. Borgward wurden erneut umbenannt. Nach seinem alleinigen Inhaber hieß das Autowerk nur noch Carl F. W. Borgward. Im September 1938 wurde das neue Werk in Bremen-Sebaldsbrück eröffnet, das zur Pkw-Fertigung dienen sollte, aber bereits vor Beginn des Krieges ebenso wie das Stammwerk in Bremen-Hastedt sowie die 1943/44 ausgelagerten Produktionsstätten in Nadah (Motorenbau im Außenwerk Ottersberg) und Delmenhorst (Getriebe und Achsen) für die Herstellung von Fahrzeugen der Wehrmacht eingespannt wurde. Als bei dem schweren Luftangriff auf Bremen vom 12. Oktober 1944 die beiden Borgward-Werke in Hastedt und Sebaldsbrück zerstört wurden, waren dort weit über die Hälfte der Beschäftigten Kriegsgefangene und Zwangs- oder „Ostarbeiter“.

### Neuanfang 1948
Wegen seiner Position als Wehrwirtschaftsführer in der NS-Kriegswirtschaft verbrachte er neun Monate im amerikanischen Internierungslager Ludwigsburg. Zurück in Bremen durfte er bis zum Urteil der Spruchkammer seine Werke nicht betreten; sein Vermögen stand unter Aufsicht, und er durfte nur einfache Arbeiten annehmen (so war er eine Zeitlang Bauhilfsarbeiter). Bis Ende 1948 dauerte die Entnazifizierung, die mit der Einstufung als „Mitläufer“ endete.
Um mehr Rohstoffzuteilungen zu erhalten, gründete Borgward 1949 drei Einzelfirmen:
- Carl F. W. Borgward G.m.b.H. Automobil- und Motoren-Werke
- Goliath-Werk G.m.b.H.
- Lloyd Maschinenfabrik G.m.b.H.

Die Firmengruppe, zu der später ein Lkw-Werk in Osterholz-Scharmbeck, die Leichtmetallwerke Uphusen und noch diverse Verkaufs- und Finanzgesellschaften dazukamen, fasste er 1954 in einer Holding als Einzelpersonengesellschaft Dr. Carl F.W. Borgward zusammen, um darin Gewinne und Verluste verrechnen zu können.
Im März 1949 stellte Borgward auf dem Genfer Auto-Salon seine Neukonstruktion Hansa 1500 vor. Ein Jahr später präsentierte er den Kleinwagen Lloyd LP 300. Im Volksmund hieß dieser Verkaufsschlager bald „Leukoplastbomber“. Der Lloyd-Kleinwagen mit Zweitaktmotor und kunstlederbezogener Sperrholzkarosserie auf Zentralrohrrahmen war im Marktsegment unterhalb des VW Käfer lange führend und stand 1955 hinter dem VW Käfer und dem Opel Olympia Rekord an dritter Stelle der Zulassungsstatistik; die weiterentwickelten Versionen der Modellreihe (Lloyd Alexander) behaupteten sich bis Ende der 1950er Jahre am Markt.
Für seine Arbeit wurde Borgward 1950 von der TH Hannover mit der Ehrendoktorwürde Dr.-Ing. E.h. ausgezeichnet.
Sein größter Erfolg wurde die 1954 vorgestellte Borgward Isabella (60 PS, 135 km/h). Sein Entwurf traf den Zeitgeist, der amerikanisch-elegante Linienführung und reichen Chromschmuck bei europäisch-kompakten Abmessungen wünschte. Auch bei der Isabella bestimmte Carl F.W. Borgward das Design bis ins Detail mit.
1955 wurde Borgward das große Bundesverdienstkreuz verliehen. Anlässlich seines 70. Geburtstages fünf Jahre später bekam er das große Bundesverdienstkreuz mit Stern.

### Unternehmerisches Ende 1961
Dem Alleininhaber Borgward mangelte es stets an Interesse für finanzielle Angelegenheiten; seine Unternehmen hatten eine chronisch knappe Kapitaldecke und finanzierten sich zu einem großen Teil über Wechsel- und Lieferantenkredite. Zusätzlich unternahm er wenig gegen das Konkurrenzdenken innerhalb seiner Unternehmensgruppe: Jede seiner Firmen leistete sich einen eigenen Einkauf, und die selbständig agierenden Entwicklungs- und Versuchsabteilungen schufen eine unökonomische Vielfalt von Modellreihen, die teils vom Markt nicht angenommen wurden und Borgwards Firmen in eine selbst verursachte Konkurrenzsituation führten.
Seine Vorliebe für prestigeträchtige und aufwändige Produkte, die letztlich nur Kosten verursachten, wie die 4,3 Mio. DM teure Entwicklung zweier Hubschrauberprototypen (Borgward Kolibri) und des Oberklassewagens Borgward P 100 mit Luftfederung („Großer Borgward“) für 30 Mio. DM, führten im Laufe des Jahres 1960 in die Krise: Die Entwicklung des 1959 vorgestellten neuen Kompakt-Modells Lloyd Arabella und der Aufbau von neuen Produktionseinrichtungen bei den Lloyd-Motoren-Werken hatten weitere 27 Mio. DM gekostet. Die Kalkulation des Kleinwagens, der dem Borgward-Konzern neue Einnahmen bringen sollte, erwies sich als fehlerhaft: Die anvisierte Stückzahl von 200 Wagen pro Tag wurde nur kurz erreicht, und da der Markt den daraufhin erhöhten Preis nicht mehr akzeptierte, brachte ab Mitte 1960 jede verkaufte „Arabella“ dem Hersteller Lloyd einen Verlust von fast 600 DM, der sich bis Ende 1960 auf eine Summe von über 17 Mio. DM addierte.
Die anfänglichen Qualitätsmängel ruinierten Borgwards Ruf nachhaltig und ließen 1960 den Absatz in der Bundesrepublik weiter sinken. Zusätzlich kam ein rapider Rückgang des Pkw-Exports besonders in die USA dazu: alle drei Werke konnten in der Summe über 13.000 Wagen weniger absetzen (siehe auch: Borgward-Konkurs). Die Verkaufszahlen des seit 1954 gefertigten Erfolgsmodells Isabella hatten ihren Gipfel bereits Ende der 1950er Jahre überschritten; ein Nachfolger war zwar in der Planung, kam aber nicht mehr zum Zuge. Lediglich Borgwards Lkw-Produktion brachte immer noch Gewinne.
Für das im Winter ohnehin stagnierende Kfz-Geschäft beantragte daher die Borgward-Gruppe im Oktober 1960 bei den Banken einen mit Grundschulden abgesicherten Kredit von 50 Mio. DM, der im Dezember durch weitere 20 Mio. DM aufgestockt wurde. Davon erhielten die Lloyd-Motoren-Werke mit über 45 Mio. DM den größten Teil, gefolgt von der Borgward G.m.b.H. mit 21 Mio. DM. Die Finanzprobleme waren inzwischen an die Öffentlichkeit gelangt und vermutlich von der Titelgeschichte „Der Bastler“ in der Dezember-Ausgabe (Heft 51 vom 14. Dezember 1960) des Nachrichtenmagazins Der Spiegel aufgerüttelt, zog der Bremer Senat im Januar 1961 die nötige Bürgschaftserklärung über weitere 10 Mio. DM Kredit der Bremer Landesbank für Borgward zurück. Damit stand Borgward vor der Wahl, Konkurs für sein Firmengeflecht anzumelden oder dem Land Bremen seine Unternehmen zu übereignen. Borgward entschied sich für Letzteres. Die öffentliche Diskussion über seine Firmen sorgte für weitere Verkaufsrückgänge, so dass viele unverkaufte Wagen auf den Werksgeländen blieben. Die glücklosen und dilettantisch angegangenen Verkaufs- und Sanierungsmaßnahmen des vom Bremer Senat beauftragten Münchener Wirtschaftsprüfers Johannes Semler, der ab 1960 Aufsichtsratsvorsitzender beim Konkurrenten BMW war, endeten im Herbst 1961 mit dem Konkurs der Borgward-Gruppe. Die noch knapp 18.000 Bremer Arbeitsplätze in Borgwards Werken gingen endgültig verloren, und die einzelnen Teile des ehemaligen Konzerns wurden schrittweise verkauft.
Eine Gruppe von Investoren kaufte 1964 die Maschinen und die Rechte der Borgward-Werke und baute ab 1967 bis 1970 den Borgward P 100 in Mexiko nach. Die ehemaligen Fabrikanlagen in Bremen-Sebaldsbrück gehören heute Atlas Elektronik und der Mercedes-Benz Group.

### Ehrungen
- 1960 wurde er mit dem Großen Bundesverdienstkreuz mit Stern ausgezeichnet.
- Borgwardstraße in Bremen-Obervieland, Ortsteil Habenhausen sowie in Adendorf

### Privates
Borgward war zweimal verheiratet. Nach der Scheidung von seiner ersten Frau Alwine Bauersfeld heiratete er 1935 Elisabeth Rühl (1909–2000), die bis zu seinem Lebensende an seiner Seite blieb. Im Juni 1952 kaufte er ein 1750 errichtetes Landgut in Horn und ließ es nach seinen Vorstellungen umbauen. Das Landgut ist unter der Bezeichnung Borgward-Villa bekannt geworden. Hier wohnte seine Familie bis zum Jahre 2000. Aus der ersten Ehe stammte der älteste Sohn Kurt (1913–2008), aus der zweiten die Söhne Peter C. F. (1937–1989) und Claus (1938–1999) sowie die Tochter Monica (1941–2025).
Borgward starb an Herzschwäche. Seine Grabstelle befindet sich auf dem Osterholzer Friedhof. Er gehörte dem Verein Deutscher Ingenieure (VDI) mit der Mitgliedsnummer 381264 an.

## Werke
- Der Rhombus. Eine Zweimonatsschrift der Borgward-Werke Bremen. Bremen 1.1952–10.1961, Nr. 2.